# Палинкаш, Йожеф (футболист)
Йожеф Палинкаш (венг. József Pálinkás; 10 марта 1912, Сегед — 24 апреля 1991, Будапешт) — венгерский футболист, игравший на позиции вратаря. Известен выступлениями за клубы «Сегед» и «Ференцварош», а также национальную сборную Венгрии. Двукратный Чемпион Венгрии.

## Клубная карьера
В большом футболе дебютировал выступлениями за клуб «Киштелек», за который играл до 1934 года. В 1934 году перешёл в  клуб «Сегед», в первом же сезоне занял вместе с клубом четвёртое место в чемпионате, которое позволило клубу принять участие в розыгрыше Кубка Митропы 1935 года. В первом матче турнира клуб «Сегед» уступил дома со счётом 1:4 пражской «Славии», и несмотря на минимальную гостевую победу в ответном поединке со счётом 1:0, вылетел из турнира на его первой же стадии. Полинкаш стоял на воротах в обоих матчах.
В 1939 году перешёл в клуб «Ференцварош», за который отыграл 2 сезона, став двукратным чемпионом Венгрии. Второй раз в карьер выступил в Кубке Митропы в 1939 году, на этот раз во втором ответном матче проигранного финала, против соотечественников из клуба «Уйпешт».
Завершил профессиональную карьеру футболиста после 1942 года в составе клуба «Унгвар» из Ужгорода.

## Выступления за сборную
Дебютировал в официальных матчах в составе национальной сборной Венгрии 12 мая 1935 года выйдя на замену на 38 минуте матча против сборной Австрии, который завершился со счётом 6:3 в пользу венгров. Последний матч в футболке национальной сборной провёл 6 декабря 1936 года против сборной Ирландии, который завершился со счётом 3:2.  В течение карьеры в национальной команде, которая длилась 2 года, провёл в её форме 5 матчей, пропустив 11 голов.
Присутствовал в заявке сборной на чемпионате мира 1938 года во Франции, но на поле не выходил.
Умер 24 апреля 1991 года на 80-м году жизни в городе Будапешт.

## Игровые характеристики
Обладал высоким ростом и мускулистой крупной фигурой. Отличался грамотным выбором позиции, хорошо играл во вратарской площади либо фиксировав мяч, либо выносил его кулаками. Смело шёл на выходы, однако порой при выходах ошибался.

## Титулы и достижения
- Чемпионат Венгрии (2):

«Ференцварош»: 1940, 1941